# Tex (humoriste)
 (août 2024).
Pour les articles homonymes, voir Tex et Le Texier.
Jean-Christophe Le Texier  dit Tex, né le 16 avril 1960 au Croisic (Loire-Atlantique), est un humoriste, animateur audiovisuel français et comédien.
Découvert petit à petit par le public dans l'émission La Classe en 1991, il interprète plusieurs one-man-shows. En octobre 2000, il devient présentateur du jeu télévisé Les Z'amours, sur France 2. Il reste aux commandes du jeu pendant dix-sept ans, tout en animant d'autres émissions pour France Télévisions et en continuant de se produire sur scène. À la suite d’une blague à propos des violences faites aux femmes, lors d'une émission en direct sur C8, il est licencié par Sony Pictures Television (société de production de l'émission) en décembre 2017. La dernière présentation de l'émission avec Tex est diffusée le 31 janvier 2018. Il est remplacé dès le lendemain par Bruno Guillon.

## Biographie

### Enfance
Jean-Christophe Le Texier, dit Tex, naît au Croisic, en Loire-Atlantique, le 16 avril 1960. Son père, vendeur et affineur de fromage, sa mère et ses cinq frères et sœurs emménagent à Lavau, près de Troyes, en 1961. Il joue au football à Pont-Sainte-Marie, puis à Saint-André-les-Vergers, passion qui lui permettra de devenir le parrain de l'Espérance sportive Troyes Aube Champagne en 2012.

### Débuts de carrière
En 1982, il étudie au conservatoire de Troyes. Deux ans plus tard, il joue dans Le Théâtre de Bouvard avec Muriel Robin et Jean-Marie Bigard en passant pour la toute première fois à la télévision française,. Il y participe tout d'abord sous son vrai nom.
Il choisit ensuite Tex comme nom de scène[Quand ?].[réf. nécessaire]

### Au théâtre
En 1992, après Les Deux Ânes et le Caveau de la République, Tex se lance dans le café-théâtre avec son deuxième spectacle intitulé Salut Brother, qu'il joue au Movies à Paris et en tournée. En 1993, Tex joue aux Blancs-Manteaux et au Point-Virgule. La cassette de son spectacle sort chez EMI. L'année suivante, il est présent à Montréal et à Montreux pour les grands festivals, tout en poursuivant ses spectacles au théâtre. En 1995, il joue au théâtre de Dix Heures à Paris et fait une tournée en France, en Suisse et en Belgique. En 1996, il se représente à nouveau au théâtre de Dix Heures avec son nouveau spectacle Énorme Dossier. En 1997, La Revue de Cuche et Barbezat (9 000 spectateurs) le fait connaître en Suisse. Il participe cette même année aux festivals de Montreux, de Saint-Gervais et de Vienne. Il fait à nouveau une tournée en France, en Suisse et en Belgique. En 1999, il fait une représentation au Point-Virgule à Paris, au Rouge-Gorge au festival d'Avignon. L'année suivante, il fait une tournée nationale. En 2002, il présente son nouveau spectacle Je m’sens bien au théâtre de la Main d'Or à Paris de février à avril, attirant 10 000 spectateurs environ. De 2003 à 2004, il revient au théâtre de la Main d'Or avant de faire une nouvelle tournée française, suisse et belge. Il participe à de nombreux festivals à travers ces trois pays. En 2008, il écrit un nouveau one-man-show : Tex in the City.
À partir du mois d'octobre 2014, il participe à la tournée des Éternels du Rire qui se produit dans toute la France.
En 2017, il joue Monsieur Nounou de Georges Feydeau, mis en scène par Luq Hamet, au théâtre Rive Gauche à Paris.
En 2022, il joue Qui vole un œuf... d'Henri Guybet, mis en scène par Jean-Luc Moreau en tournée.

### À la radio
En septembre 1996, il débute à la radio, dans Les Matinales d’Europe 2 avec Arthur. Il apparaît sur Rire et Chansons en 1999, puis tous les matins sur France Bleu en 2003. Le 10 mai 2018, Tex fait son entrée sur la radio Bel RTL.

### À la télévision et au cinéma

#### Débuts sur TMC
En 1987, il devient animateur sur TMC.

#### La Classeet autres participations
De fin 1990 jusqu'en 1994, Tex est l'un des « élèves » de l'animateur Fabrice dans l'émission humoristique La Classe sur FR3 grâce à laquelle il se fait connaître du grand public. En 1994, il apparaît dans Les Enfants de la télé, diffusée alors sur France 2, et dans Bon week-end, une émission de variétés et d'humour de la télévision belge.
Durant l'été 1997, il intervient sur France 2, lors du Tour de France. L'année suivante, il participe à des émissions de télévision sur TF1 le samedi soir avec Vincent Lagaf' et Arthur. Parallèlement, il tourne dans un court métrage en Suisse avec Alain Margot[Lequel ?].

#### Animation et comédie sur France Télévisions
En 1999, Tex présente Bingo, le nouveau jeu de la Française des jeux.
En octobre 2000, Tex devient le présentateur du jeu matinal Les Z'amours sur France 2, succédant à Jean-Luc Reichmann (1995-2000) parti pour TF1 et Patrice Laffont qui a assuré l'intérim durant l'été 2000. Tex apparaît parallèlement dans de nombreuses émissions, notamment Fort Boyard (en 2002, 2003, 2014, 2016 et 2017 sur France 2) et Les Enfants de la télé sur TF1.
En 2005, il interprète le rôle de Camille Bouzin dans la pièce de théâtre Un fil à la patte diffusée en première partie de soirée sur France 2. En 2006, il interprète le rôle de Patara dans l'opérette Trois jeunes filles nues avec encore de nombreuses personnalités de la télévision et également diffusée à la télévision.
Pendant les étés 2006, 2007 et 2008, Tex coanime avec Julien Lepers et Nathalie Simon l’émission Intervilles en première partie de soirée sur France 3 (participent également Vanessa Dolmen en 2006-2007, Alessandro Di Sarno en 2008). Il anime au côté de Vanessa Dolmen, sa collègue d'Intervilles, le bêtisier de fin d'année de France 3.
Le 6 mars 2007, Tex coprésente avec Julien Lepers l’émission Eurovision 2007, et si on gagnait ?, l'émission de la sélection française diffusée en première partie de soirée et en direct France 3. Pour cette même chaine il commente en direct, le 12 mai, avec Julien Lepers la finale du 52e Concours Eurovision de la chanson se déroulant à Helsinki en Finlande. Il emploie souvent des jeux de mots durant la soirée tels que « Madame est Serbie » lors du passage de la chanteuse serbe Marija Serifovic accompagnée de cinq choristes féminines[réf. nécessaire]. Il anime avec Sophie Davant pendant les fêtes de fin d'année C'est tous les jours Noël.
Tex joue le rôle de La Gardienne dans Barbe Bleue.
En avril-mai 2008, Tex anime le tirage du Millionnaire de la Française des jeux le week-end sur France 3 ; faute d'audience suffisante, il est remplacé par Bruno Roblès.
Le 4 mars 2011, Tex apparaît en tant qu'invité célèbre dans le sketch « Rencontre entre un ours polaire et un grizzly » de Garnier et Sentou lors de leur 23e passage dans l'émission On n'demande qu'à en rire sur France 2 où il joue son propre rôle. En 2013, il devient l'arbitre du cinquantième anniversaire d'Intervilles animé par Olivier Minne et Nathalie Simon.

#### Éviction de France 2
Le 30 novembre 2017, Tex, invité dans l'émission C'est que de la télé ! sur C8, raconte une blague sur les femmes battues, en prévenant qu'elle porte sur un « sujet sensible » : « Vous savez ce qu'on dit à une femme qui a déjà les deux yeux au beurre noir ?  Elle est terrible celle-là... On lui dit plus rien, on vient déjà de lui expliquer deux fois ! ». Cette blague n'a pas été inventée par Tex, car l'humoriste britannique Jimmy Carr l'avait déjà racontée lors d'un spectacle plus de onze ans auparavant et elle remonte même au siècle précédent, comme l'attestent notamment un recueil édité en 1998 ainsi qu'un roman de John Lanchester publié en l'an 2000. Selon Tex, la blague, qu'il avait lue dans l'almanach 2017 des Grosses têtes, daterait de l'époque de Francis Blanche.
Face aux nombreuses réactions indignées que la plaisanterie de Tex suscite sur Twitter, l'équipe de l'émission publie le message suivant : « La blague de Tex était évidemment de l'humour mais nous ne cautionnons en aucun cas les violences faites aux femmes ! ». Le lendemain de l'émission, Tex publie sur sa page Facebook un message dans lequel il présente ses « excuses les plus sincères » et rappelle son opposition aux violences contre les femmes. Malgré ce mea culpa, la secrétaire d’État chargée de l’égalité entre les hommes et les femmes, Marlène Schiappa, dénonce une sortie « indigne et irrespectueuse » qui « banalise les violences conjugales », et saisit le Conseil Supérieur de l'Audiovisuel. Une semaine plus tard, France 2 annonce la mise à pied de Tex, qui est écarté de la présentation des Z’amours.
Le 14 décembre 2017, France 2 annonce le licenciement de l'animateur. Plusieurs autres humoristes, ainsi que diverses personnalités du PAF (Jean-Yves Lafesse, Stéphane Guillon, Laurence Boccolini, Cyril Féraud, Nagui...) interviennent alors pour dénoncer le caractère excessif de cette sanction. Anne Roumanoff, notamment, écrit : « la blague de Tex était pourrie, nulle et machiste, mais il me semble qu'il s'est excusé. Tex n'est pas Bertrand Cantat ! Défendre le droit des femmes, oui, faire régner le politiquement correct par la terreur, non ». Julien Courbet, l'animateur de C'est que de la télé, soutient également Tex en déclarant que ce dernier est « un amour » et que « parfois un humoriste dérape, ça fait partie des risques du métier ». Tex réagit en dénonçant une réaction « totalement disproportionnée » de la chaîne et juge qu'« on met en place une police de l'humour, on va contrôler ce que disent les comiques »
. Riss apporte lui aussi son soutien à Tex dans un éditorial de Charlie Hebdo, où il défend le droit de rire de blagues « drôles ou pas » et dénonce dans cette affaire l'avènement d'« une France de corbeaux, de lâches et de délateurs, qui croient défendre le bien, mais ne défendent que leur servilité (...) on s'adresse aux citoyens comme s'ils étaient des gosses. On leur fait les gros yeux quand ils disent des gros mots »
Pour Gilles-William Goldnadel, qui reproche à Marlène Schiappa une « délation étatique », le licenciement de Tex est caractéristique d'un climat « de censure et d'hystérie collective ». Olivier de Benoist regrette que les humoristes soient devenus des « cibles faciles » et juge que la liberté de ton dans le comique est en recul. Mimie Mathy et Élie Semoun s'insurgent quant à eux contre la tendance à la dénonciation sur les réseaux sociaux,. Jean-Luc Reichmann, qui avait précédé Tex à la présentation des Z'amours, rejette au contraire la faute sur ce dernier en déclarant que « si l'on veut rester animateur, il ne faut pas déborder » et que la sortie de son confrère « était pire qu'une blague pourrie. Il a 57 ans, il n'est plus un débutant. Il a pris ses responsabilités ». Il admet cependant que la sanction était sévère.
Le 10 janvier 2018, Caroline Got, directrice exécutive de France 2, déclare dans une interview accordée à Média+ que « le public féminin a un énorme problème avec Tex et ses blagues que le public juge déplacées et lourdes. Il s’avère qu’il a fait la blague de trop. Les équipes de France 2 et de la production ont d’ailleurs beaucoup dû discuter avec lui pour qu’il présente ses excuses ». Elle précise avoir pris personnellement la décision de licencier l'animateur. Ce même jour, Tex annonce qu'il saisit les prud'hommes contre Sony Pictures Television pour rupture de contrat.
Le 16 mai 2018, lors de l'audition aux Prud'hommes, Hélène de Saint-Germain, l'avocate de Sony Pictures Television, déclare que la société de production possède des extraits d'enregistrements non-diffusés des émissions des Z'amours tournés dans la période suivant la polémique. Selon ces extraits, Tex se serait vanté de sa blague qu'il aurait faite « pour le buzz » et aurait également tenu des propos insultants envers une candidate qu'il aurait qualifiée de « chiennasse avec [de] grosses loches » mais également envers la secrétaire d'État Marlène Schiappa ou encore une collègue : « Ah, je t'ai pas encore baisée ? Parce que tu sais, je les prends par devant, par derrière, sur le côté ». Tex se dit outré par la méthode employée et nie les propos.
En juillet 2018, le licenciement de Tex pour faute grave est confirmé par le conseil de prud'hommes de Paris. Le conseil accède par ailleurs à la demande du présentateur en requalifiant en CDI les 144 CDD d’usage qu'il avait effectués pour Sony Pictures Television pour l’émission de France 2, mais ne le fait que sous forme de contrat à durée indéterminée à temps partiel. Tex, qui réclamait 1,2 million d'euros d'indemnités, n'en reçoit que 45 000.
Le 3 décembre 2019, la cour d’appel de Paris confirme le jugement du conseil de prud’hommes. Le 20 avril 2022, la chambre sociale de la Cour de cassation rejette le pourvoi formé par Tex contre l’arrêt de la cour d’appel.
Depuis son éviction en 2017, Tex se produit sur scène avec un nouveau one man show, Résiste.

### Synthèse des émissions

#### Animation
- 1987-1988 : Plein tube sur TMC
- 1997 : Tour de France sur France 2 : intervenant
- 1999 : Bingo sur France 3
- 2000-2018 : Les Z'amours sur France 2
- 2006-2008 : Intervilles sur France 3 : coanimateur
- 2006 : Le Bêtisier sur France 3 avec Vanessa Dolmen
- 2007 : Eurovision 2007, si on gagnait ? sur France 3 : coanimateur avec Julien Lepers
- 2007 : Concours Eurovision de la chanson 2007 sur France 3 : commentateur avec Julien Lepers
- 2007 : C'est tous les jours Noël sur France 2, avec Sophie Davant
- 2008 : Millionnaire sur France 3
- 2013 : Intervilles sur France 2 : coanimateur

#### Participations
- 1984 : Le Théâtre de Bouvard sur Antenne 2 : sociétaire
- 1990 - 1994 : La Classe sur FR3/France 3 : sociétaire
- 2002, 2003, 2014, 2016, 2017 : Fort Boyard sur France 2 : participant
- 2022 : Un dîner presque parfait (Spéciale humoristes) sur W9 : candidat.

### Série
- 2020 : Draculi & Gandolfi de Guillaume Sanjorge : Menestrel[35]

## Vie privée
Tex est marié à une coiffeuse, Béatrice Boureau, qu'il a rencontrée en 1996 dans un centre d'esthétisme parisien. D'abord réticent au mariage, il a fini par accepter. Ils sont parents de trois enfants.

## Publication
- Blagues à Tex - viré pour 1 blague ? ... en voilà 300 !! de Tex et Pascal Petiot, collection WC Book, Éditions Sand, avril 2018.